# Dewoitine D.19
Dewoitine D.19 là một loại máy bay tiêm kích chế tạo ở Pháp năm 1925.

## Quốc gia sử dụng
Bỉ
- Không quân Bỉ

 Switzerland
- Không quân Thụy Sĩ

## Tính năng kỹ chiến thuật
Đặc điểm tổng quát
- Kíp lái: 1
- Chiều dài: 7.87 m (25 ft 10 in)
- Sải cánh: 10.30 m (33 ft 10 in)
- Chiều cao: 3.40 m (11 ft 2 in)
- Diện tích cánh: 20.0 m2 (215 ft2)
- Trọng lượng rỗng: 980 kg (2.160 lb)
- Trọng lượng có tải: 1.342 kg (2.960 lb)
- Powerplant: 1 × Hispano-Suiza 12Jb, 298 kW (400 hp)

Hiệu suất bay
- Vận tốc cực đại: 267 km/h (166 mph)
- Tầm bay: 400 km (250 dặm)
- Trần bay: 8.500 m (27.900 ft)
- Vận tốc lên cao: 7,3 m/s (1.430 ft/phút)

Vũ khí trang bị
- 2 × súng máy 7,7 mm